# Pavel Karpíšek
Pavel Karpíšek (* 26. srpna 1969 Plzeň) je český politik, v letech 2018 až 2024 senátor za obvod č. 8 – Rokycany, v letech 2004 až 2016 a opět od roku 2020 zastupitel Plzeňského kraje (v letech 2004 až 2008 také radní kraje a v letech 2020 až 2022 pak náměstek hejtmanky), od roku 1990 zastupitel a od roku 1993 starosta či místostarosta obce Vejprnice v okrese Plzeň-sever, člen ODS.

## Život
Narodil se sice v Plzni, ale dětství prožil ve Vejprnicích. V roce 1987 absolvoval Střední průmyslovou školu elektrotechnickou v Plzni a dále pokračoval ve studiu na Fakultě elektrotechnické Vysoké školy strojní a elektrotechnické (pozdější Západočeská univerzita v Plzni), kterou dokončil v roce 1992 (získal titul Ing.).
V roce 1992 nastoupil na přechodnou dobu jako učitel na základní školu v Blatnicích u Nýřan, ale již po půl roce byl zvolen starostou obce Vejprnice. V roce 2001 absolvoval Fakultu právnickou ZČU v Plzni (získal titul Mgr.) a v témže roce byl úspěšný v konkurzu na funkci vedoucího odboru sociálních věcí a zdravotnictví nově vznikajícího Krajského úřadu Plzeňského kraje.
Pavel Karpíšek žije v obci Vejprnice v okrese Plzeň-sever. Je ženatý, s manželkou Radkou mají tři dcery – Adélu, Pavlu a Kláru. Volný čas věnuje především rodině, ale mezi jeho záliby patří také sport (fotbal, tenis, lyžování a golf), dále pak též turistika, myslivost a rybaření.

## Politická kariéra
V komunálních volbách v roce 1990 byl zvolen zastupitelem obce Vejprnice. Mandát zastupitele obce pak obhájil ve volbách v letech 1994 (nezávislý), 1998 (nezávislý) a 2002 (nezávislý). V roce 2003 vstoupil do ODS a za tuto stranu obhájil mandát zastupitele města ve volbách v letech 2006, 2010, 2014 (na kandidátce subjektu „PRAVÉ VEJPRNICE“, tj. ODS a nezávislí kandidáti). a 2018 (na kandidátce subjektu „PRAVÉ VEJPRNICE“, tj. ODS a nezávislí kandidáti). V komunálních volbách v roce 2022 kandidoval do zastupitelstva obce Vejprnice jako lídr kandidátky subjektu „PRAVÉ VEJPRNICE“ (tj. ODS a nezávislí kandidáti). Mandát zastupitele obce se mu podařilo obhájit. Dne 18. října 2022 byl opět zvolen starostou obce. V letech 1993 až 2002 zastával a od roku 2010 opět zastává post starosty obce, mezi roky 2002 a 2010 byl místostarostou obce.
V krajských volbách v roce 2000 kandidoval jako nestraník za hnutí NEZÁVISLÍ do Zastupitelstva Plzeňského kraje, ale neuspěl. Zvolen byl až ve volbách v roce 2004 už jako člen ODS. Zároveň se stal radním pro oblast zdravotnictví a sociálních věcí. Ve volbách v roce 2008 mandát krajského zastupitele obhájil, přestal však být radním kraje. Také ve volbách v roce 2012 se mu podařilo mandát obhájit. Ve volbách v roce 2016 však skončil jako první náhradník.
Ve volbách do Poslanecké sněmovny PČR v letech 2010 a 2017 kandidoval za ODS v Plzeňském kraji, ale ani jednou neuspěl.
Ve volbách do Senátu PČR v roce 2018 kandidoval za ODS v obvodu č. 8 – Rokycany. Se ziskem 28,55 % hlasů vyhrál první kolo voleb a ve druhém kole se utkal se sociální demokratkou Miladou Emmerovou. Tu porazil poměrem hlasů 68,38 % : 31,61 % a stal se senátorem.
V Senátu je členem Senátorského klubu ODS a TOP 09, Podvýboru pro sport Výboru pro vzdělávání, vědu, kulturu, lidská práva a petice, je rovněž místopředsedou Výboru pro sociální politiku.
V krajských volbách v roce 2020 byl jako člen ODS zvolen zastupitelem Plzeňského kraje, a to na kandidátce uskupení „Občanská demokratická strana s podporou TOP 09 a nezávislých starostů“. Dne 12. listopadu 2020 se navíc stal náměstkem hejtmanky Plzeňského kraje pro ekonomiku, majetek a investice. V únoru 2022 byl z pozice náměstka odvolán. V krajských volbách v roce 2024 obhájil post zastupitele kraje.
V červnu 2023 byl zvolen členem dozorčí komise Národní sportovní agentury.
Ve volbách do Senátu PČR v roce 2024 obhajoval za ODS v rámci koalice „ODS, TOP 09, OPAT a Monarchiste.cz“ mandát senátora v obvodu č. 8 – Rokycany. Podpořila jej také SOCDEM. Se ziskem 20,23 % hlasů skončil na 3. místě, do druhého kola nepostoupil, a mandát senátora tak neobhájil. Proti výsledkům voleb podal stížnost k Nejvyššímu správnímu soudu, kterou 28. ledna 2025 soud zamítl.
Ve volbách do Poslanecké sněmovny PČR v roce 2025  kandiduje z 6. místa kandidátní listiny koalice SPOLU v Plzeňském kraji.